# Bert Suplie
Bert Suplie (* 3. Februar 1928 in Berlin) ist ein ehemaliger deutschsprachiger Rock-’n’-Roll- und Schlagersänger, dessen Karriere gegen Ende der 1950er-Jahre stattfand.

## Leben
Bert Suplie war Mitglied in folgenden Bands: ab 1950: Floridas, 1955 bis 1957: Florida-Terzett und 1957 bis 1966: Florida-Quartett/Die Floridas.
In den Jahren 1958/59 nahm er Solo-Schallplatten für Polydor in Berlin auf, darunter deutschsprachige Coverversionen von Elvis-Songs. 1966 gründete er zusammen mit unter anderen seiner Frau Karin Rossoll die Gruppe Die Folket Singers, die aber nur zwei Singles veröffentlichte. Nach dem Ende seiner Musikerkarriere eröffnete er in Berlin eine Zoohandlung. Nach seiner Pensionierung zog er sich auf eine südliche Insel zurück. Ende der 1990er Jahre kehrte er nach einem leichten Schlaganfall nach Berlin zurück.

## Singles
- Tinalie / Wer weiß warum (Polydor 23839) – 1958
- Glück in der Liebe / James Dean Blues (Polydor 23937) – 1959
- Sunny / Wenn ein junges Mädchen weint (Polydor  24030) – 1959
- Die Geschichte von Stagger Lee / Das mach ich nur für dich (Polydor 24078) – 1959

## Trivia
- Auf dem Cover der Soundtrack-CD zu Manta – Der Film (Vertretener Titel: Tinalie) wird der Nachname „Subplie“ geschrieben. Diese Schreibweise taucht in Folge überall dort auf, wo sich auf den Soundtrack bezogen wird (Webforen usw.). Dabei scheint es sich jedoch um einen Tippfehler zu handeln.